# Invasió d'Alfons VII de Castella (1134)
La Invasió d'Alfons VII de Castella és la campanya militar iniciada poc després de la mort del rei Alfons I d'Aragó el 7 de setembre del 1134, i que culminà amb l'entrada de les tropes castellanolleoneses a Saragossa el desembre del 1134.

## Context
La invasió s'emmarca en la problemàtica sorgida arran del Testament d'Alfons I d'Aragó (1131) per la seva successió.

## La invasió
El rei castellà inicià la seva ofensiva ocupant Nájera i gran part de la Rioja. Finalment, el desembre del 1134, entrà a Saragossa. A Nàjera hi col·locà a Lope Díaz I de Haro (que s'hi mantindria fins al 1167).

## Conseqüències
A partir d'aleshores i malgrat l'èxit militar, Alfons VII de Castella enfocà la seva estratègia cap a la divisió dels regnes de Pamplona i Aragó. D'aquesta manera aconseguí que el 1135 Garcia Ramires li retés homenatge i que es deixés com a frontera l'Ebre, excepció feta del districte de Tudela i Logronyo. Davant l'aliança castellano-navarresa, Ramir II d'Aragó plantejà una aliança amb el navarrès que es materialitzaria amb l'Afillatura de San Andrián de Vadoluengo (1135)